# فريدا هانسن
فريدا هانسن (بالنرويجية البوكمول: Frida Hansen)‏ هي فنانة منسوجات ‏ نرويجية، ولدت في 8 مارس 1855 في Hillevåg ‏ في النرويج، وتوفيت في 12 مارس 1931 في أوسلو في النرويج.